# Asplenium callipteris
Asplenium callipteris là một loài thực vật có mạch trong họ Aspleniaceae. Loài này được (Fée) E. Fourn. miêu tả khoa học đầu tiên năm 1872.